# Echinocereus reichenbachii subsp. baileyi

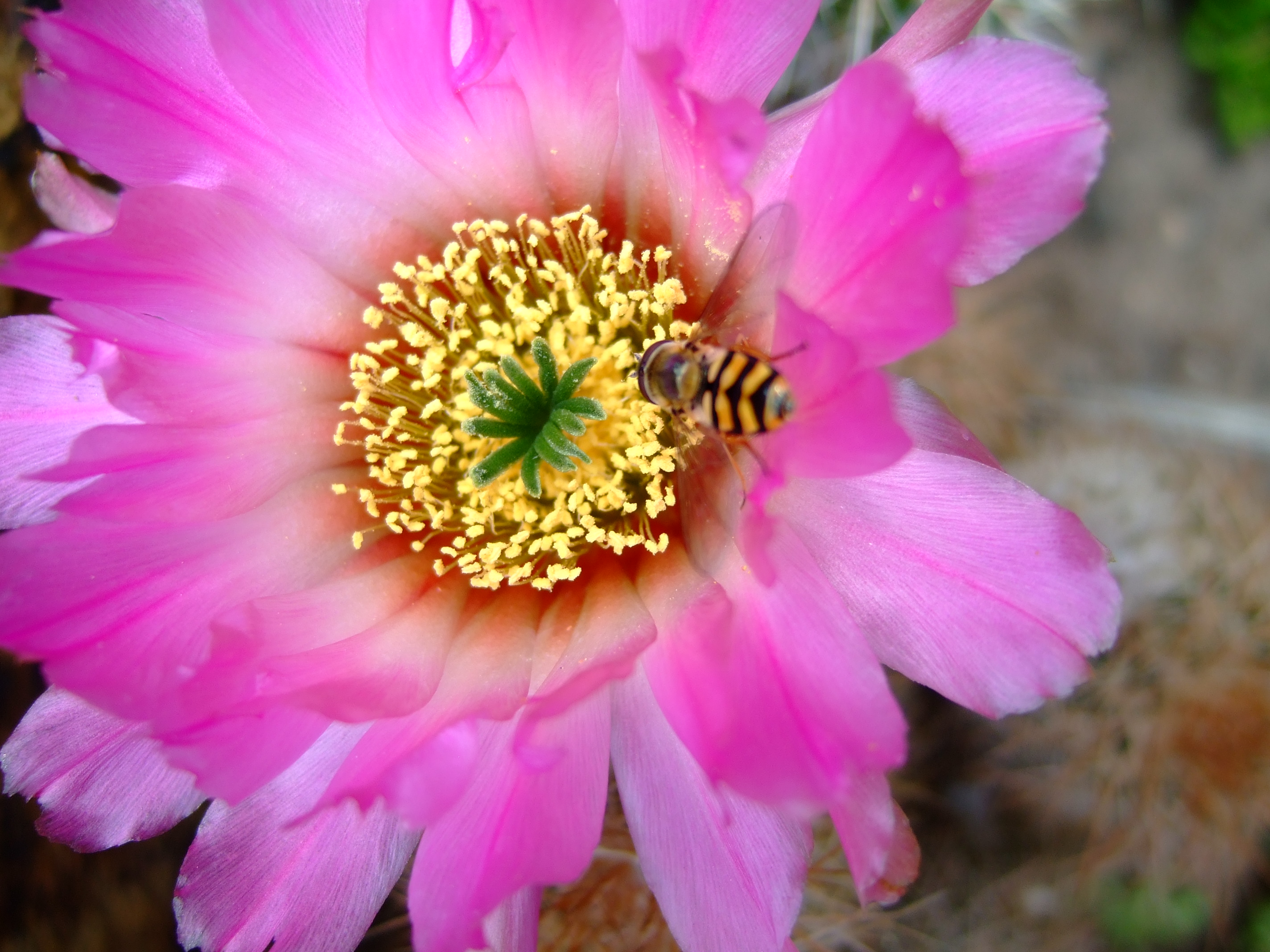
Blüte.

Echinocereus reichenbachii subsp. baileyi ist eine Unterart der Pflanzenart Echinocereus reichenbachii aus der Gattung Echinocereus in der Familie der Kakteengewächse (Cactaceae). Das Epitheton baileyi ehrt Vernon Orlando Bailey, der die Art 1906 entdeckte. Echinocereus reichenbachii subsp. baileyi ist winterhart.

## Beschreibung
Echinocereus reichenbachii subsp. baileyi hat einen zylindrischen Pflanzenkörper, der Wuchshöhen bis zu 20 Zentimeter bei Durchmessern von bis zu 5 Zentimeter erreicht. Die 12 bis 16 Rippen sind gerade oder etwas spiralig. Auf ihnen sitzen in einem Abstand von 2 bis 3 Millimetern die schmal elliptischen Areolen, die anfangs mit weißer Areolenwolle bedeckt sind. Aus ihnen entspringen strahlenförmig die bis zu 14 Randdornen von 5 bis 25 Millimeter Länge. Diese sind weißlich, gelblich oder bräunlich mit dunklerer Spitze. Die 1 bis 3 Mitteldornen sind bis 3 Millimeter lang.
Die etwa 6 Zentimeter langen Blüten erscheinen nah an der Triebspitze. Die hellpurpur bis purpurfarbenen Kronblätter sind länglich-spatelig, oben breit, gespitzt oder ausgefranst. Die kurzen Staubfäden sind grünlich, die Staubbeutel gelb. Der Griffel ist bis 3,5 Zentimeter lang.
Die eiförmigen grünen Früchte sind bis 25 Millimeter lang und bis 20 Millimeter breit und enthalten mattschwarze kugel- bis mützenförmige Samen.

## Verbreitung und Systematik
Echinocereus reichenbachii subsp. baileyi ist im US-Bundesstaat Oklahoma in den Wichita Mountains und im angrenzenden Texas verbreitet.
Die Erstbeschreibung als Echinocereus baileyi erfolgte 1909 durch Joseph Nelson Rose. Nigel Paul Taylor gab ihr 1997 den Status einer Unterart von Echinocereus reichenbachii.

## Nachweise